# The Fontane Sisters
The Fontane Sisters fueron un trío musical compuesto por las hermanas Bea, Geri y Marge Rosse, provenientes de New Milford, Nueva Jersey.

## El principio
La madre, Louise Rosse, que proviene de una familia italiana, fue a la vez solista y directora del coro de la iglesia de San José en New Milford.
Bea y Marge comenzaron a cantar en eventos locales, y tan bien que se les instó a hacer una audición en la ciudad de Nueva York. Originalmente, actuaron como trío con su hermano Frank bajo el nombre de Ross Trio (Rosses con la "e" omitida). El grupo hizo una audición para la NBC y fue enviado a Cleveland poco después.
Cuando regresaron a Nueva York en 1944, Frank fue reclutado en el ejército; fue asesinado en la Segunda Guerra Mundial en 1945. Geri, que acababa de terminar la escuela, tomó el lugar de su hermano y lo convirtió en un trío de chicas.
Las hermanas grabaron juntas por primera vez como Las Tres Hermanas. A finales de los años 40 y principios de los 50, se editaron partituras con al menos dos de sus canciones con una foto completa de las Tres Hermanas: "I'm Gonna See My Baby" y "Pretty Kitty Blue Eyes". 
El grupo, ahora femenino, eligió el nombre de Fontaine de una bisabuela; decidieron dejar fuera la "i" y hacerse las hermanas Fontane.
Las hermanas trabajaron en el mantenimiento de programas (no patrocinados) para la NBC y colaboraron con Perry Como poco después de que se uniera a la red de la NBC. Las hermanas aprendieron en Chicago que el "Supper Club" iba a hacer cambios de reparto; estaban ansiosas por una oportunidad de participar en su show, lo que también significaba estar más cerca de casa. A partir del verano de 1948, aparecieron en su programa de radio y televisión "The Chesterfield Supper Club" y más tarde (1950-1954) en "The Perry Como Show". El trío también apareció en "Chesterfield Sound Off Time", pero el programa de televisión duró sólo una temporada.
En 1949 fueron contratados por RCA Victor y aparecieron en varias grabaciones como respaldo de Perry Como. En 1951 tuvieron un pequeño éxito con "El Vals de Tennessee".
En 1954 cambiaron a Dot Records, donde llegaron a las listas de pop de Billboard con 18 canciones, incluyendo diez en el Top 40. Su grabación de finales de 1954, "Hearts of Stone", vendió más de un millón de copias y fue premiado con un disco de oro.

## Canciones
| Año  | Sencillo                                          | Posición en tablas |
| Año  | Sencillo                                          | U.S.               |
| ---- | ------------------------------------------------- | ------------------ |
| 1949 | "N'yot N'yow" (con Perry Como)                    | 20                 |
| 1949 | "A You're Adorable" (con Perry Como)              | 1                  |
| 1949 | "A Dreamer's Holiday" (con Perry Como)            | 3                  |
| 1949 | "I Wanna Go Home" (con Perry Como)                | 18                 |
| 1950 | "Bibbidi Bobbidi Boo" (con Perry Como)            | 14                 |
| 1950 | "Hoop Dee Doo" (con Perry Como)                   | 1                  |
| 1950 | "I Cross My Fingers" (con Perry Como)             | 25                 |
| 1950 | "You're Just In Love" (con Perry Como)            | 5                  |
| 1951 | "Tennessee Waltz"                                 | 20                 |
| 1951 | "Let Me In"                                       | 24                 |
| 1951 | "There's No Boat Like A Rowboat" (con Perry Como) | 20                 |
| 1951 | "Castle Rock"                                     | 27                 |
| 1951 | "Rollin' Stone" (con Perry Como)                  | 24                 |
| 1951 | "Cold Cold Heart"                                 | 16                 |
| 1952 | "Noodlin' Rag" (con Perry Como)                   | 23                 |
| 1952 | "My Love and Devotion" (con Perry Como)           | 22                 |
| 1952 | "To Know You (Is To Love You)" (con Perry Como)   | 19                 |
| 1954 | "Kissin' Bridge"                                  | 22                 |
| 1954 | "Happy Days and Lonely Nights"                    | 18                 |
| 1954 | "Hearts Of Stone"                                 | 1                  |
| 1955 | "Rock Love"                                       | 13                 |
| 1955 | "Rollin' Stone"                                   | 13                 |
| 1955 | "Playmates"                                       | flip               |
| 1955 | "Seventeen"                                       | 3                  |
| 1955 | "Daddy-O"                                         | 11                 |
| 1955 | "Adorable"                                        | 71                 |
| 1955 | "Nuttin' for Christmas"                           | 36                 |
| 1956 | "Eddie My Love"                                   | 11                 |
| 1956 | "I'm In Love Again"                               | 38                 |
| 1956 | "Voices"(con Pat Boone)                           | 47                 |
| 1956 | "Lonesome Lover Blues"                            | 93                 |
| 1956 | "Please Don't Leave Me"                           | 55                 |
| 1956 | "Still"                                           | 86                 |
| 1956 | "The Banana Boat Song"                            | 13                 |
| 1957 | "I'm Stickin' With You"                           | 72                 |
| 1958 | "Chanson D'Amour"                                 | 12                 |
| 1958 | "Jealous Heart"                                   | 94                 |